# 島津久大

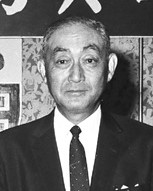
1967年

島津 久大（しまづ ひさなが、1906年（明治39年）5月24日 - 1990年（平成2年）12月9日）は、日本の外交官。位階は正三位。初代迎賓館長。

## 経歴・概要
1906年（明治39年）5月24日、公爵島津忠済・田鶴子夫妻の次男として東京に生まれる。父忠済は島津久光の七男で貴族院議員、宮内省宗秩寮審議官などを務めた。
1930年（昭和5年）東京帝国大学法科大学政治学科を卒業し、外務省に入省する。戦前はイギリス書記生（オックスフォード大学留学）、イギリス在勤、中華民国在勤、外務大臣秘書官、ラングーン総領事などを歴任。戦後、1948年（昭和23年）から賠償庁次長、1949年（昭和24年）から外務省政務局長。1951年から1952年、および1955年から1956年の2回、外務省大臣官房長を務める。この間、1952年から1954年までニューヨーク在外事務所長を務める。1958年（昭和33年）ニュージーランド駐箚特命全権大使。1959年（昭和34年）パキスタン駐箚特命全権大使。1961年（昭和36年）スペイン駐箚特命全権大使。1963年（昭和38年）タイ駐箚特命全権大使。1964年（昭和39年）カナダ駐箚特命全権大使。1966年（昭和41年）中華民国駐箚特命全権大使。退官後の1969年（昭和44年）日本国際問題研究所の理事長を経て、旧赤坂離宮が改修され迎賓館ができると、1974年（昭和49年）初代迎賓館長に就任した。1980年（昭和55年） 勲一等瑞宝章を受章。1990年（平成2年）12月9日死去。84歳。叙正三位。

## 訳書
- エセル・ハワード『薩摩国見聞記 - 一英国婦人の見た明治の日本』新人物往来社、1978年
  - 『明治日本見聞録 - 英国家庭教師婦人の回想』講談社学術文庫、1999年。ISBN 4061593641
- ヘンリー・B・シュワルツ『薩摩国滞在記 - 宣教師の見た明治の日本』長岡祥三共訳、新人物往来社、1984年。ISBN 9784404012425

## 栄典
- 1980年（昭和55年） - 勲一等瑞宝章[1]
- 1990年（平成2年） - 正三位

## 家族・親族
- 祖父：久光 - 公爵、左大臣
- 父：忠済 - 公爵、貴族院議員、宮内省宗秩寮審議官
- 母：田鶴子 - 子爵・竹内治則長女
- 兄：忠承 - 公爵、貴族院議員、日本赤十字社社長、結核予防会会長
- 妻：経子 - 公爵・島津忠重長女